# Arleigh Burke

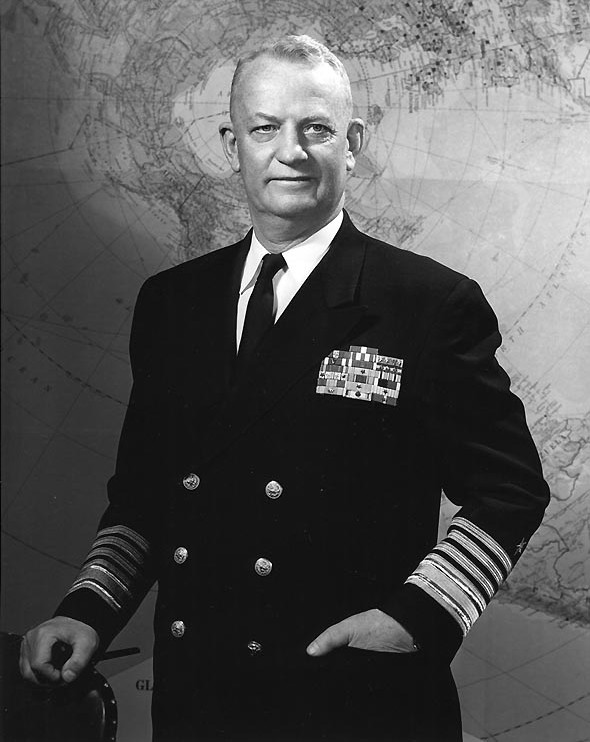
Arleigh Burke (1951)

Arleigh Albert Burke (* 19. Oktober 1901 in Boulder (Colorado); † 1. Januar 1996 in Bethesda (Maryland)) war ein Admiral der United States Navy. Er diente sowohl im Zweiten Weltkrieg als auch im Koreakrieg.

## Leben

### Ausbildung
Burke schloss am 8. Juni 1923 die US Naval Academy ab. Danach diente Burke auf Schlachtschiffen und Zerstörern, außerdem erlangte er einen Master of Science in Ingenieurwissenschaften an der University of Michigan. Zu Beginn des Zweiten Weltkrieges diente Burke jedoch an Land, erst nach eigenen Bemühungen wurde er zur Pazifikflotte versetzt.

### Zweiter Weltkrieg
Im Pazifikkrieg kommandierte er verschiedene Zerstörergruppen unter Admiral Halsey:
nacheinander waren dies die Zerstörer-Division 43, Zerstörer-Division 44, Zerstörer-Geschwader 12 und das Zerstörer-Geschwader 23. Letzteres war als „Little Beavers“ (Kleine Biber) bekannt und deckte die Landungen auf Bougainville im November 1943. In den folgenden vier Monaten war er an 22 Gefechten beteiligt, bei denen ein japanischer Kreuzer, neun Zerstörer, ein U-Boot, mehrere kleinere Einheiten und etwa 30 Flugzeuge zerstört wurden. Unter anderem nahm Burke an der Seeschlacht bei der Kaiserin-Augusta-Bucht und der Schlacht bei Kap St. George teil. Als Zerstörer-Führer bekam er den Spitznamen „31-Knoten-Burke“, nachdem in letztgenannter Schlacht ein Schaden an den Kesseln der Spence die Höchstgeschwindigkeit von Burkes Verband auf diesen Wert herabgesetzt hatte. Im März 1944 wurde Burke Stabschef des Kommandeurs der Task Force 58, Admiral Marc Mitscher. Als Stabschef der schnellen Flugzeugträgerverbände der TF 58 wurde er zum Kommodore befördert. Zwei der Flaggschiffe wurden von Kamikaze-Fliegern getroffen, während Burke an Bord war, Bunker Hill und Enterprise.

### Koreakrieg
Zu Beginn des Koreakrieges 1950 wurde Burke vom damaligen Chief of Naval Operations, Admiral Forrest Sherman, zum stellvertretenden Stabschef des Oberkommandierenden der US Navy im Fernen Osten berufen. 1951 wurde er Kommandeur der Kreuzer-Division 5, im Juli desselben Jahres war er Mitglied der Waffenstillstandskommission.

### Chief of Naval Operations
1952 kehrte er in die USA zurück und wurde bis 1954 Leiter der Abteilung für strategische Planungen beim CNO. Im April 1954 ging er wieder zur See und kommandierte die Kreuzer-Division 6, bis er im Januar 1955 Kommandeur der Zerstörerverbände der Atlantikflotte wurde. Im August 1955 wurde er CNO und war unter anderem für die Modernisierung der Zerstörer-Flotte der Navy im FRAM-Programm verantwortlich. Er blieb drei Amtszeiten CNO, länger als je ein Admiral vor ihm. Am 1. August 1961 ging er in den Ruhestand.

### Ruhestand
Im Ruhestand beriet Burke unter anderem die Newport News-Werft und Texaco. Ferner wirkte er am Aufbau des Center for Strategic and International Studies (CSIS) der Georgetown-Universität in Washington D.C. mit und leitete es etwa 15 Jahre.
Burke starb 94-jährig 1996 im Marinekrankenhaus in Bethesda.
Seine Auszeichnungen umfassen u. a. die Navy Distinguished Service Medal, das Navy Cross, das Legion of Merit sowie das Purple Heart.
Bereits zu Lebzeiten wurde 1991 der Zerstörer Arleigh Burke, Typschiff der Arleigh-Burke-Klasse, nach ihm benannt. Ebenso ist Burke Island in der Amundsensee nach ihm benannt.

## Auszeichnungen
Auswahl der Ehrenzeichen, sortiert in Anlehnung der Order of Precedence of the Military Awards:
- Navy Cross
- Navy Distinguished Service Medal (3 ×)
- Silver Star
- Legion of Merit (4 ×)
- Purple Heart
- Presidential Medal of Freedom
- Großkreuz des Verdienstordens der Italienischen Republik
- Orden der Aufgehenden Sonne
- Großkreuz des Sankt-Olav-Ordens (1960)

## Veröffentlichung
- National Strategy. A Lecture devilvered at Naval War College, 17. August 1962, in: Naval War College Review, Oktober 1965, S. 21–38